# Kieren Hutchison
Kieren Robert Hutchison (* 9. Oktober 1974 in Auckland) ist ein neuseeländischer Schauspieler.

## Leben
Hutchison begann seine Schauspielkarriere mit seiner Rolle als Dr. Jonathon McKenna in der neuseeländischen Seifenoper Shortland Street. Bekanntheit erlangte er vor allem durch die Rolle des Andy Hargrove in der Serie One Tree Hill. Er spielte in elf Folgen der Serie Wildfire den Kerry Connelly. Des Weiteren drehte er auch viele Fernsehwerbespots. 2008 war er mit Tyler Hilton, seinem Schauspiel-Kollegen von One Tree Hill, in der ersten Folge der Webshow „Cooking with Tyler“ zu sehen.
Im Jahr 2003 heiratete er die US-amerikanische Schauspielerin Nicole Tubiola, ihr erstes gemeinsames Kind, ein Junge, wurde 2007 geboren.

## Filmografie
- 1992–1996: Shortland Street
- 1995: Wendy (Riding High, 27 Folgen)
- 1995: Xena – Die Kriegerprinzessin (Xena: Warrior Princess, Folge 1x09)
- 1997: TELL – Im Kampf gegen Lord Xax (The Legend of William Tell, 15 Folgen)
- 1998: Die Robinsons – Aufbruch ins Ungewisse (The Adventures of Swiss Family Robinson, 10 Folgen)
- 1998: Der junge Hercules (Young Hercules, 3 Folgen)
- 2000: Cleopatra 2525 (Folge 2x05)
- 2001: No One Can Hear You (Film)
- 2004: Charmed – Zauberhafte Hexen (Charmed, Folge 6x18)
- 2004–2008: One Tree Hill (18 Folgen)
- 2006: Sea of Fear (Film)
- 2006: Monarch Cove (14 Folgen)
- 2006–2007: Wildfire (11 Folgen)
- 2008: Polar Opposites (Film)
- 2009: Ghost Whisperer – Stimmen aus dem Jenseits (Ghost Whisperer, Folge 4x19)
- 2009: Flower Girl (Film)
- 2010: CSI: NY (Folge 6x17)
- 2010: Castle (Folge 3x02)
- 2011: Grimm (Folge 15x02)